# Gare de Saint-Priest
Gare de Saint-Priest vasútállomás Franciaországban, Saint-Priest településen.

## Vasútvonalak
Az állomást az alábbi vasútvonalak érintik:
- Lyon-Perrache-Grenoble-Marseille-vasútvonal

## Kapcsolódó állomások
A vasútállomáshoz az alábbi állomások vannak a legközelebb:
- Gare de Vénissieux (Lyon-Perrache pályaudvar)
- Gare de Saint-Quentin-Fallavier